# Oracle Corporation
Oracle Corporation è una società multinazionale del settore informatico, con sede a Austin, Texas.
L'azienda vende software e tecnologia per database, sistemi di ingegneria cloud e prodotti software aziendali, in particolare i propri marchi di sistemi di gestione di database. Nel 2019 Oracle è stata la seconda società di software più grande per fatturato e capitalizzazione di mercato. L'azienda sviluppa e costruisce strumenti per lo sviluppo di database, hardware, software di gestione delle risorse aziendali (ERP), gestione delle relazioni con i clienti (CRM) e di gestione della catena di distribuzione (SCM) e software per la gestione del capitale umano (HCM).
Parte del primo successo di Oracle Corporation è derivato dall'utilizzo del linguaggio di programmazione C per implementare i suoi prodotti. Questo ha facilitato il porting su diversi sistemi operativi, la maggior parte dei quali supporta C.

## Storia
Fu fondata nel 1977 con il nome di "Software Development Laboratories" successivamente cambiato in "Relational Software, Inc" nel 1979. Un nuovo cambio di denominazione avvenne nel 1982 con l'adozione di "Oracle Systems Corporation" sostituito, nel 1995, dall'attuale ragione sociale. La società, inizialmente attiva nel settore dei database, ha nel tempo ampliato il suo raggio d'azione attraverso una prolungata politica di acquisizioni che l'ha portata nel tempo a diventare la seconda più grande produttrice di software al mondo (software house) per fatturato.
Il 20 aprile 2009 Oracle Corporation annunciava l'intenzione di acquisire la società Sun Microsystems per 7,4 miliardi di dollari, pagando 9,50 dollari per azione. Nell'agosto dello stesso anno il Dipartimento di Giustizia statunitense forniva il suo beneplacito all'operazione. L'acquisizione veniva completata il 27 gennaio 2010 dopo il via libera dell'Unione europea. Il 12 settembre 2005 aveva anche acquisito la Siebel Systems.
Nel febbraio 2025, Oracle ha inserito Meridianbet, un'azienda di scommesse sportive dell'Europa sud-orientale, nella sua pagina globale di riferimenti tecnologici.

## Descrizione

### Dati e statistiche
È diventata molto famosa nel panorama nell'informatica mondiale con il database Oracle, il suo prodotto di punta.

## Finanze
| Anno | Ricavi in milioni USD | Utile netto in milioni USD | Prezzo per azione in USD | Dipendenti |
| ---- | --------------------- | -------------------------- | ------------------------ | ---------- |
| 2005 | 11.799                | 2.886                      | 11,45                    |            |
| 2006 | 14.380                | 3.381                      | 13,60                    |            |
| 2007 | 17.996                | 4.274                      | 17,41                    |            |
| 2008 | 22.430                | 5.521                      | 17,86                    |            |
| 2009 | 23.252                | 5.593                      | 18,03                    |            |
| 2010 | 26.820                | 6.135                      | 23,02                    |            |
| 2011 | 35.622                | 8.547                      | 28,56                    |            |
| 2012 | 37.121                | 9.981                      | 27,37                    |            |
| 2013 | 37.180                | 10.925                     | 31,28                    | 122.000    |
| 2014 | 38.275                | 10.955                     | 37,72                    | 122.000    |
| 2015 | 38.226                | 9.938                      | 38,85                    | 132.000    |
| 2016 | 37.047                | 8.901                      | 37,94                    | 136.000    |
| 2017 | 37.728                | 9.335                      | 45,70                    | 138.000    |

## Prodotti e servizi
Oracle progetta, produce e vende prodotti software e hardware, oltre a offrire servizi che li completano (come finanziamenti, formazione, consulenza e servizi di hosting). Molti dei prodotti sono stati aggiunti al portafoglio di Oracle tramite acquisizioni.

### Software
Il servizio di consegna elettronica di Oracle (Oracle Software Delivery Cloud) fornisce software e documentazione Oracle scaricabili generici.

#### Database
- Database Oracle
  - Versione 10: nel 2004, Oracle Corporation ha distribuito la versione 10 g (g sta per "griglia") come ultima versione di Oracle Database. (Oracle Application Server 10 g che utilizza Java EE integrato con la parte server di quella versione del database, rendendo possibile la distribuzione di applicazioni con tecnologia web. Il server applicativo è stato il primo software di livello intermedio progettato per il grid computing. L'interrelazione tra Oracle 10 g e Java ha permesso agli sviluppatori di impostare le stored procedurescritti in linguaggio Java, così come quelli scritti nel tradizionale linguaggio di programmazione di database Oracle, PL / SQL.) [senza fonte]
  - Versione 11: la versione 11g è diventata disponibile nel 2007. Oracle Corporation ha rilasciato Oracle Database 11g versione 2 a settembre 2009. Questa versione era disponibile in quattro edizioni commerciali: Enterprise Edition, Standard Edition, Standard Edition One e Personal Edition - e in un'edizione gratuita — la Express Edition. La licenza di queste edizioni mostra varie restrizioni e obblighi che sono stati definiti complessi dall'esperto di licenze Freirich Florea. L'Enterprise Edition (DB EE), la più costosa delle Database Edition, ha il minor numero di restrizioni, ma ha comunque licenze complesse. Oracle Corporation vincola Standard Edition (DB SE) e Standard Edition One (SE1) con ulteriori limitazioni di licenza, in conformità con il loro prezzo inferiore.
  - Versione 12: la versione 12 c (c sta per "cloud") è diventata disponibile il 1 ° luglio 2013.

Oracle Corporation ha acquisito e sviluppato le seguenti tecnologie di database aggiuntive:
- Berkeley DB, che offre l'elaborazione del database incorporato
- Oracle Rdb, un sistema di database relazionale in esecuzione su piattaforme OpenVMS. Oracle ha acquisito Rdb nel 1994 da Digital Equipment Corporation. Da allora Oracle ha apportato molti miglioramenti a questo prodotto e lo sviluppo continua a partire dal 2008.
- TimesTen, che include operazioni di database in memoria
- Oracle Essbase, che continua la tradizione Hyperion Essbase di gestione di database multidimensionali
- MySQL, un sistema di gestione di database relazionali con licenza GNU General Public License, inizialmente sviluppato da MySQL AB
- Oracle NoSQL Database, un database NoSQL valore-chiave scalabile e distribuito

#### Middleware
Oracle Fusion Middleware è una famiglia di prodotti software middleware, tra cui (ad esempio) application server, integrazione di sistemi, gestione dei processi aziendali (BPM), interazione utente, gestione dei contenuti, gestione delle identità e prodotti di business intelligence (BI).

##### Oracle Secure Enterprise Search
Oracle Secure Enterprise Search (SES), Oracle enterprise di ricerca che offre, offre agli utenti la possibilità di cercare contenuti su più località, tra cui siti web, XML file, file server, sistemi di content management, sistemi di pianificazione delle risorse aziendali, gestione delle relazioni con i clienti sistemi, affari sistemi di intelligence e database.

##### Oracle Beehive
Rilasciato nel 2008, il software di collaborazione Oracle Beehive fornisce spazi di lavoro del team (inclusi wiki, calendario del team e condivisione di file), e-mail, calendario, messaggistica istantanea e conferenze su un'unica piattaforma. I clienti possono utilizzare Beehive come software con licenza o come software come servizio ("SaaS").

#### Applicazioni
Oracle vende anche una suite di applicazioni aziendali. L'Oracle E-Business Suite include il software per eseguire varie funzioni aziendali relative alla (per esempio) dati finanziari, produzione, customer relationship management (CRM), pianificazione delle risorse aziendali (ERP) e gestione delle risorse umane. Oracle Retail Suite copre il settore verticale del settore retail, fornendo gestione della merce, gestione dei prezzi, abbinamento fatture, allocazioni, gestione delle operazioni del negozio, gestione del magazzino, previsione della domanda, pianificazione finanziaria della merce, pianificazione dell'assortimento e gestione delle categorie. Gli utenti possono accedere a queste strutture tramite un'interfaccia browser su Internet o tramite una intranet aziendale.
A seguito di una serie di acquisizioni a partire dal 2003, in particolare nell'area delle applicazioni, Oracle Corporation dal 2008 mantiene una serie di linee di prodotti:
- Oracle Fusion Applications
- Sistema Oracle Social Engagement and Monitoring (SEM): Oracle ha sviluppato un servizio Cloud di Social Engagement and Monitoring che consente alle aziendeper catturare conversazioni rilevanti sul marchio dal web globale e dai canali social per comprendere i commenti sui loro prodotti. Il cloud di Social Engagement and Monitoring fornisce le risposte più efficaci ed efficienti sui canali social e di customer experience. SEM è in grado di indirizzare le risposte corrette al giusto team, membro o canale di esperienza del cliente per garantire il miglior servizio clienti. L'analisi aiuta i fornitori a capire cosa è importante per i clienti. Identifica tendenze, picchi e anomalie per apportare correzioni di rotta in tempo reale. Può anche identificare i sostenitori del marchio. Il cloud SEM identifica le intenzioni e gli interessi dei clienti analizzando i modi comuni in cui i clienti parlano di un prodotto o di un servizio.  [è necessario un preventivo per verificare ]
- Oracle E-Business Suite
- PeopleSoft Enterprise
- Siebel
- JD Edwards
  - JD Edwards EnterpriseOne
  - JD Edwards World
- Merchandise Operations Management (precedentemente Retek)
- Pianificazione e ottimizzazione
- Operazioni in negozio (precedentemente 360Commerce)

Lo sviluppo delle applicazioni avviene comunemente in Java (utilizzando Oracle JDeveloper) o tramite PL/SQL (utilizzando, ad esempio, Oracle Forms e Oracle Reports / BIPublisher). Oracle Corporation ha avviato una spinta verso ambienti basati su "procedure guidate" con l'obiettivo di consentire ai non programmatori di produrre semplici applicazioni basate sui dati.

##### Applicazioni di terze parti
Oracle Corporation collabora con "Oracle Certified Partner" per migliorare il marketing complessivo del prodotto. La varietà delle applicazioni fornite da terze parti include applicazioni database per archiviazione, suddivisione e controllo, sistemi ERP e CRM, nonché prodotti più di nicchia e mirati che forniscono una gamma di funzioni commerciali in aree come risorse umane, controllo finanziario e governance, rischio gestione e conformità (GRC). I fornitori includono Hewlett-Packard, Creoal Consulting, UC4 Software, Motus e Knoa Software.

#### Gestione aziendale
Oracle Enterprise Manager (OEM) fornisce strumenti di monitoraggio e gestione basati sul Web per i prodotti Oracle (e per alcuni software di terze parti), tra cui gestione del database, gestione del middleware, gestione delle applicazioni, gestione dell'hardware e della virtualizzazione e gestione del cloud.
I prodotti Primavera della Construction & Engineering Global Business Unit (CEGBU) di Oracle sono costituiti da software di gestione dei progetti.

#### Software di sviluppo
Gli strumenti di Oracle Corporation per lo sviluppo di applicazioni includono (tra gli altri):
- Oracle Designer: uno strumento CASE che si integra con Oracle Developer Suite
- Oracle Developer - che consiste in Oracle Forms, Oracle Discoverer e Oracle Reports
- Oracle JDeveloper, un IDE freeware
- NetBeans, una piattaforma di sviluppo software basata su Java
- Oracle Application Express, noto anche come APEX; per lo sviluppo orientato al web
- Oracle SQL Developer, un ambiente di sviluppo integrato per lavorare con database basati su SQL
- Foglio di lavoro Oracle SQL * Plus, un componente di Oracle Enterprise Manager (OEM)
- OEPE, Oracle Enterprise Pack per Eclipse
- Api Java Development Kit
- Oracle Developer Studio: un sistema di generazione di software per lo sviluppo di software C, C ++, Fortran e Java

Molti strumenti esterni e di terze parti semplificano le attività dell'amministratore del database Oracle.]

#### File system
- ZFS combina le funzionalità di gestione del file system e del volume logico.
- BtrFS "B-tree File-System" è pensato per essere un miglioramento rispetto al filesystem ext4 Linux esistente e offre funzionalità che si avvicinano a quelle di ZFS.

#### Sistemi operativi
Oracle Corporation sviluppa e supporta due sistemi operativi: Oracle Solaris e Oracle Linux.

### Hardware
Oracle Exadata ed Exalogic
- La gamma di hardware Sun acquisita dall'acquisto di Sun Microsystems da parte di Oracle Corporation
- Server Oracle SPARC serie T e mainframe serie M sviluppati e rilasciati dopo l'acquisizione di Sun
- Sistemi ingegnerizzati: bundle hardware / software pre-ingegnerizzati e preassemblati per uso aziendale
  - Exadata Database Machine - archiviazione integrata hardware / software
  - Exalogic Elastic Cloud - server applicativo integrato hardware / software
  - Exalytics In-Memory Machine - server di analisi in memoria integrato hardware / software
  - Oracle Database Appliance
  - Big Data Appliance - integrato mappa-ridurre / dati grande soluzione
  - SPARC SuperCluster T4-4 - un sistema ingegnerizzato per scopi generici

### Servizi

#### Oracle Cloud
Oracle Cloud è un servizio di cloud computing offerto da Oracle Corporation che fornisce server, storage, rete, applicazioni e servizi attraverso una rete globale di data center gestiti da Oracle Corporation. L'azienda consente il provisioning di questi servizi su richiesta tramite Internet.
Oracle Cloud fornisce Infrastructure as a Service (IaaS), Platform as a Service (PaaS), Software as a Service (SaaS) e Data as a Service (DaaS). Questi servizi vengono utilizzati per creare, distribuire, integrare ed estendere le applicazioni nel cloud. Questa piattaforma supporta soluzioni open source standard aperti (SQL, HTML5, REST, Kubernetes, Hadoop, Kafka, ecc.) ed una varietà di linguaggi di programmazione, database, strumenti e framework, inclusi specifici Oracle, Open Source e software e sistemi di terze parti.
- Software as a Service (SaaS)
  - Applicazioni aziendali: offerte SCM, EPM, HCM, ERP e CX SaaS
- Platform as a Service (PaaS)
  - Oracle ha marchiato la sua piattaforma come servizio come Oracle Cloud Platform. Oracle Cloud Platform include gestione dei dati, sviluppo di applicazioni, integrazione, contenuto ed esperienza, analisi aziendale, gestione e sicurezza.
  - Servizi di piattaforma su cui creare e distribuire applicazioni o estendere applicazioni SaaS: database, server di applicazioni Java, dispositivi mobili, analisi aziendale, integrazione, processi, big data, Internet of Things, Node.js ecc.
- Data as a Service (DaaS)
  - Oracle Data Cloud è composto da diverse acquisizioni tra cui AddThis, BlueKai, Crosswise, Datalogix, Grapeshot e Moat.
- Infrastructure as a Service (IaaS)
  - Oracle ha bollato la sua infrastruttura come servizio come Oracle Cloud Infrastructure (OCI). Le offerte di Oracle Cloud Infrastructure includono i seguenti servizi.
    - Servizio di elaborazione
    - Servizio di archiviazione
    - Servizio di rete

Il 28 luglio 2016 Oracle ha acquistato NetSuite, la prima società cloud, per 9,3 miliardi di dollari. Il 16 maggio 2018 Oracle ha annunciato di aver acquisito DataScience.com, una piattaforma di spazio di lavoro cloud privata per progetti e carichi di lavoro di data science.

#### Altri servizi
- Oracle Consulting - servizi tecnici e di esperti aziendali
- Finanziamento Oracle
- Supporto Oracle
  - Supporto del prodotto: Oracle Corporation identifica i propri clienti e le loro autorizzazioni al supporto utilizzando i codici CSI (Customer Support Identifier). Clienti registrati possono inviare richieste di servizio (SR) solito tramite My Oracle Support (MOS) accessibile dal web, una reincarnazione di Oracle Metalink con accesso web amministrato da un sito Customer User Administrator (CUA).
  - Aggiornamenti delle patch critiche: dal 2005 Oracle Corporation ha raggruppato le raccolte di patch e correzioni di sicurezza per i suoi prodotti ogni trimestre in un "aggiornamento delle patch critiche" (CPU), rilasciato ogni gennaio, aprile, luglio e ottobre.
  - Oracle Configuration Manager (OCM, in precedenza repository di configurazione del cliente o CCR) raccoglie e carica i dettagli della configurazione del software Oracle.
  - Oracle Auto Service Request (ASR) crea automaticamente richieste di servizio per guasti hardware specifici su server Oracle qualificati, storage, Oracle Exadata e prodotti Oracle Exalogic.
  - My Oracle Support Community (MOSC)
- Oracle University (formazione sui prodotti Oracle)
  - Programma di certificazione Oracle
- Il programma NetSuite Social Impact aiuta le organizzazioni non profit a spostare le operazioni nel cloud. Nell'ottobre 2018, Oracle ha annunciato l'espansione del programma per includere la donazione di prodotti, l'espansione pro bono e la creazione di comunità online.
- A partire dal 13 settembre 2020, Oracle ha acquisito un accordo commerciale con la piattaforma di video social di proprietà di ByteDance TikTok. Questo è stato il risultato di un ordine esecutivo emesso dal presidente degli Stati Uniti Donald Trump in cui si afferma che TikTok deve essere venduto a una società statunitense entro il 15 settembre 2020. L'esatta natura dell'accordo è ancora sconosciuta, ma implica che Oracle diventerà il partner tecnologico di TikTok e assumersi la responsabilità dei dati degli utenti statunitensi della società. L'accordo è ancora in attesa di approvazione da parte degli enti governativi di regolamentazione.

## Marketing

### Pratiche di vendita
Nel 1990 Oracle ha licenziato il 10% (circa 400 persone) della sua forza lavoro a causa di errori contabili. Questa crisi è nata a causa della strategia di marketing "iniziale" di Oracle, in cui gli addetti alle vendite esortavano i potenziali clienti ad acquistare la maggior quantità possibile di software tutto in una volta. Gli addetti alle vendite hanno quindi prenotato il valore delle future vendite di licenze nel trimestre in corso, aumentando così i loro bonus. Questo divenne un problema quando le vendite future successivamente non si concretizzarono. Oracle alla fine ha dovuto ridefinire i suoi guadagni due volte, e ha anche risolto (in via extragiudiziale) le azioni legali collettive derivanti dal fatto che aveva sovrastimato i suoi guadagni. Ellison ha dichiarato nel 1992 che Oracle aveva commesso "un incredibile errore commerciale".

### Concorso
Nel 1994, Informix ha superato Sybase ed è diventato il più importante rivale di Oracle. L'intensa guerra tra il CEO di Informix Phil White ed Ellison ha fatto notizia in prima pagina nella Silicon Valley per tre anni. Informix ha affermato che Oracle aveva assunto gli ingegneri Informix per rivelare importanti segreti commerciali su un prodotto in arrivo. Informix ha finalmente ritirato la sua causa contro Oracle nel 1997. Nel novembre 2005, è stato pubblicato un libro che descriveva la guerra tra Oracle e Informix, intitolato The Real Story of Informix Software e Phil White. Ha fornito una cronologia dettagliata della battaglia di Informix contro Oracle e di come Phil White, CEO di Informix Software, sia finito in prigione a causa della sua ossessione per il sorpasso di Ellison.
Dopo aver superato Informix e Sybase, Oracle Corporation ha goduto di anni di dominio nel mercato dei database fino a quando l'uso di Microsoft SQL Server non si è diffuso alla fine degli anni '90 e IBM ha acquisito Informix Software nel 2001 (per completare il suo database DB2). Oggi Oracle compete per nuove licenze di database su sistemi operativi UNIX, Linux e Windows principalmente contro DB2 di IBM e Microsoft SQL Server. DB2 di IBM domina ancora il mercato dei database mainframe.
Nel 2004, le vendite di Oracle sono cresciute a un tasso del 14,5% a 6,2 miliardi di dollari, il 41,3% e la quota maggiore del mercato dei database relazionali (InformationWeek - marzo 2005), con una quota di mercato stimata fino al 44,6% nel 2005 da alcune fonti. I principali concorrenti di Oracle Corporation nell'arena dei database rimangono IBM DB2 e Microsoft SQL Server, e in misura minore Sybase e Teradata, con database open source come PostgreSQL e MySQL che detengono anche una quota significativa del mercato. EnterpriseDB, basato su PostgreSQL, ha recentemente fatto breccia proclamando che il suo prodotto offre funzionalità di compatibilità Oracle a un prezzo molto più basso.
Nel mercato delle applicazioni software, Oracle Corporation compete principalmente con SAP. Il 22 marzo 2007 Oracle ha citato in giudizio SAP, accusandoli di frode e concorrenza sleale.
Nel mercato del software di business intelligence, molte altre società di software, piccole e grandi, hanno gareggiato con successo in termini di qualità con i prodotti Oracle e SAP. I fornitori di business intelligence possono essere classificati nelle "quattro grandi" società di BI consolidate come Oracle, che è entrata nel mercato della BI attraverso una recente tendenza di acquisizioni (comprese Hyperion Solutions), e nei fornitori indipendenti di "gioco puro" come MicroStrategy, Actuate, e SAS.
Oracle Financials è stata classificata nella Top 20 dei software di contabilità più popolari infografica di Capterra nel 2014, battendo SAP e una serie di altri concorrenti.

#### Oracle e SAP
Dal 1988, Oracle Corporation e la società tedesca SAP AG hanno collaborato per un decennio, a partire dall'integrazione della suite di applicazioni aziendali R / 3 di SAP con i prodotti di database relazionali di Oracle. Nonostante la partnership SAP con Microsoft e la crescente integrazione delle applicazioni SAP con i prodotti Microsoft (come Microsoft SQL Server, un concorrente di Oracle Database), Oracle e SAP continuano la loro collaborazione. Secondo Oracle Corporation, la maggior parte dei clienti SAP utilizza database Oracle.
Nel 2004, Oracle ha iniziato ad aumentare il proprio interesse per il mercato delle applicazioni aziendali (nel 1989 Oracle aveva già rilasciato Oracle Financials). È iniziata una serie di acquisizioni da parte di Oracle Corporation, in particolare con quelle di PeopleSoft, Siebel Systems e Hyperion.
SAP ha riconosciuto che Oracle aveva iniziato a diventare un concorrente in un mercato in cui SAP deteneva la leadership e ha visto l'opportunità di attirare clienti da quelle società che Oracle Corporation aveva acquisito. SAP offrirebbe a questi clienti sconti speciali sulle licenze per le sue applicazioni aziendali.
Oracle Corporation ricorrerebbe a una strategia simile, consigliando ai clienti SAP di ottenere "OFF SAP" (un gioco sulle parole dell'acronimo per la sua piattaforma middleware "Oracle Fusion for SAP"), e fornendo anche sconti speciali su licenze e servizi ai clienti SAP che hanno scelto i prodotti Oracle Corporation.
Attualmente Oracle e SAP (quest'ultima attraverso la sua controllata TomorrowNow recentemente acquisita) competono nel mercato della manutenzione e del supporto del software aziendale di terze parti. Il 22 marzo 2007, Oracle ha intentato una causa contro SAP. In Oracle Corporation contro SAP AG, Oracle ha affermato che TomorrowNow, che fornisce il supporto di sconti per le linee di prodotti Oracle legacy, ha utilizzato gli account di ex clienti Oracle per scaricare sistematicamente patch e documenti di supporto dal sito Web di Oracle e per appropriarsene per l'uso di SAP. Alcuni analisti hanno suggerito che la causa potrebbe far parte di una strategia di Oracle Corporation per diminuire la concorrenza con SAP nel mercato della manutenzione e del supporto del software aziendale di terze parti.
Il 3 luglio 2007, SAP ha ammesso che i dipendenti di TomorrowNow avevano effettuato "download inappropriati" dal sito Web di supporto Oracle. Tuttavia, afferma che il personale SAP e i clienti SAP non avevano accesso alla proprietà intellettuale di Oracle tramite TomorrowNow. Il CEO di SAP, Henning Kagermann, ha dichiarato che "Anche un solo download inappropriato è inaccettabile dal mio punto di vista. Siamo molto dispiaciuti che ciò sia accaduto". Inoltre, SAP ha annunciato di aver "introdotto dei cambiamenti" nella supervisione operativa di TomorrowNow.
Il 23 novembre 2010, una giuria del tribunale distrettuale degli Stati Uniti di Oakland, in California, ha stabilito che SAP AG deve pagare a Oracle Corp $ 1,3 miliardi per violazione del copyright, assegnando danni che potrebbero essere i più grandi mai violati per violazione del copyright. Pur ammettendo la responsabilità, SAP ha stimato i danni in non più di $ 40 milioni, mentre Oracle ha affermato che sono almeno $ 1,65 miliardi. L'importo assegnato è uno dei 10 o 20 più grandi verdetti della giuria nella storia legale degli Stati Uniti. SAP ha dichiarato di essere deluso dal verdetto e potrebbe presentare ricorso. Il 1º settembre 2011, un giudice federale ha annullato la sentenza e ha offerto un importo ridotto o un nuovo processo, definendo il premio originale di Oracle "grossolanamente" eccessivo. Oracle ha scelto una nuova prova.
Il 3 agosto 2012, SAP e Oracle hanno concordato una sentenza per 306 milioni di dollari di risarcimento danni, in attesa dell'approvazione del giudice del tribunale distrettuale degli Stati Uniti, "per risparmiare tempo e spese di [un] nuovo processo". Dopo che l'accordo è stato approvato, Oracle può chiedere a una corte d'appello federale di ripristinare il precedente verdetto della giuria. Oltre al pagamento dei danni, SAP ha già pagato Oracle $ 120 milioni per le sue spese legali.

### Slogan
- "Basato sull'informazione"
- Per il database Oracle: "Non posso romperlo, non posso romperlo" e "Unbreakable"
- Abilitare l'era dell'informazione
- Abilitare l'era dell'informazione attraverso il calcolo in rete"
- A partire dal 2008: "The Information Company"
- A partire dal 2010: "Software. Hardware. Completo"
- Alla fine del 2010: "Hardware e software, progettati per lavorare insieme"
- A partire dalla metà del 2015: "Applicazioni cloud integrate e servizi di piattaforma"

### Media
Oracle Corporation produce e distribuisce la serie di video "Oracle ClearView" come parte del suo marketing mix.

### Sponsor
Dal 2022 Oracle viene sponsorizzato in Formula 1 dal team Red Bull; in passato, fra le stagioni 1995 e 1996, era già stato sponsorizzato anche dal vecchio team Benetton.

### Prodotti Oracle
- Oracle Database
- Oracle Solaris
- GlassFish
- Oracle WebLogic Server
- Oracle JDeveloper
- Oracle ADF
- MySQL
- VirtualBox
- Java